# ViVi나츠
〈ViVi夏〉(비비나츠)은 2011년 8월 24일에 발매된 파스포☆의 메이저 데뷔 2번째 싱글이다.

### 수록곡
1. ViVi夏 [4:46]
2. じゃあね･･･ [4:08]
3. ROCK DA WEEK [3:10]
4. ViVi夏（Off Vocal ver.）
5. (エンハンスド)ViVi夏 (ミュージックビデオ)